# Остролодочник яркоцветный
Остролодочник яркоцветный (лат. Oxytropis floribunda) — вид растений рода Остролодочник (Oxytropis) семейства Бобовые (Fabaceae), растущий на каменистых склонах и остепнённых берегах рек.

## Ботаническое описание
Растение серое от полуприжатого опушения. Стебли ветвистые, до 20 см высотой. Листья короче цветоносов, с 8—17 парами заостренных овально-ланцетных листочков 3—10 мм длиной, опушённых с обеих сторон. Прилистники яйцевидные, заострённые, у основания между собой сросшиеся, беловолосистые.
Кисти рыхловатые, позднее значительно удлинённые, с пурпуровыми цветками. Чашечка колокольчатая, 4—6 мм длиной, с отстоящими белыми волосками и с линейными зубцами, равными по длине трубке. Флаг яйцевидный, на верхушке цельный или едва выемчатый, 8—13 мм длиной. Крылья по длине почти равные флагу. Лодочка по длине почти равная крыльям, с острием 2—3 мм длиной. Бобы вверх обращенные, линейно-продолговатые, с белыми полуприжатыми волосками, с узкой перегородкой по брюшному шву. 2n=16.